# William Arveson

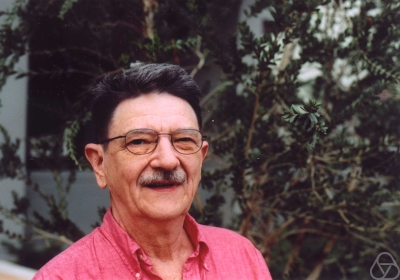
William Arveson

William Barnes Arveson (* 22. November 1934 in Oakland, Kalifornien; † 15. November 2011 in Berkeley) war ein US-amerikanischer Mathematiker.
Arveson studierte, nachdem er 1952 bis 1956 in der US Navy gedient hatte, am Caltech (Bachelor 1960) und an der UCLA, wo er 1964 bei Henry Abel Dye (Prediction theory and group representations) promoviert wurde. Gleichzeitig war er 1960 bis 1964 Mathematiker im Unterwasserforschungszentrum der US-Marine (US Naval Undersea Research Center) in Pasadena. Ab 1965 war er Assistant Professor an der UCLA und 1968/69 Benjamin Peirce Instructor an der Harvard University. Ab 1969 war er Associate Professor und ab 1973 Professor an der Universität Berkeley, wo er seit 2003 Professor Emeritus ist. 1985/86 und 1999/2000 war er dort Miller Research Professor. 1973/74 war er Gastprofessor an der Universität Aarhus und außerdem in Newcastle, Rio de Janeiro, Oslo, Canberra, Nankai, Tel Aviv, am Mittag-Leffler-Institut, in Trondheim, an der University of California, San Diego, und in Kyoto.
Er befasste sich insbesondere mit der Algebra von Operatoren in Hilberträumen, Darstellungen von Banachalgebren, Ergodentheorie und Vorhersagetheorie. In den 1980er Jahren befasste er sich mit nichtkommutativer Dynamik, speziell Halbgruppen von Endomorphismen von Operatoralgebren, wie sie etwa in der Quantenmechanik in der Zeitentwicklung von Observablen (dargestellt durch Operatoren) vorkommen.
Er war seit 1978 Mitherausgeber des Duke Mathematical Journal, ab 1988 als Haupt-Herausgeber. 1979 bis 1988 war er Mitherausgeber des Journal of Operator Theory.
1976/77 war er Guggenheim Fellow.

## Schriften
- An invitation to C* Algebras, Springer Verlag, Graduate Texts in Mathematics, 1976, 1998
- A short course on spectral theory, Springer Verlag, Graduate Texts in Mathematics, 2001
- Noncommutative dynamics and E-Semigroups, Springer Verlag 2003
- Herausgeber T. Branson, I. E. Segal Quantization, nonlinear partial differential equations and operator algebra, Proc. Symp. Pure Math. 59, American Mathematical Society 1996
- Herausgeber mit R. G. Douglas Operator theory, operator algebras and applications, Proc. Symp. Pure Math. 51, 2 Bände, American Mathematical Society 1990
- Herausgeber mit A. S. Mischenko, M. Putinar, M. A. Rieffel Operator algebras and topology, 2 Bände, Pitman Research Notes in Mathematics, Band 270/271, 1992